# 毛利広寛
毛利 広寛（もうり ひろのり）は、周防国徳山藩6代藩主。就隆系毛利家6代。

## 生涯
第5代藩主・毛利広豊の次男として徳山で生まれる。寛延2年7月12日（1749年）、豊長と名乗る。兄・広矩が早世したため世子となり、宝暦8年（1758年）4月8日、父の隠居により家督を継ぐ。5月5日、広寛と改名。宝暦9年12月7日（1759年）、従五位下に叙せられ、志摩守に任じられるが、もともと病弱だったため、父親に先立って宝暦14年2月26日（1764年）に江戸麻布の徳山藩邸で死去した。享年32。跡を弟で養子の就馴が継いだ。

## 系譜
- 父：毛利広豊（1709-1773）
- 母：清光院（?-1751）
- 正室：瑞仙院（?-1800） - 浅野長賢の娘
- 側室：袖
  - 長女：喜勢（1759-1790） - 戸田忠喬継室
  - 次女：政（1761-1789） - 坪内定系継室
- 養子
  - 男子：毛利就馴（1750-1828） - 毛利広豊の十男